# Bangladesz na Mistrzostwach Świata w Lekkoatletyce 2017
Bangladesz na Mistrzostwach Świata w Lekkoatletyce 2017 – reprezentacja Bangladeszu podczas Mistrzostw Świata w Londynie liczyła 1 zawodnika, który nie zdobył medalu.

## Rezultaty
| Zawodnik      | Konkurencja        | Pre-eliminacje | Pre-eliminacje | Eliminacje | Eliminacje | Półfinał | Półfinał | Finał    | Finał   |
| Zawodnik      | Konkurencja        | Rezultat       | Pozycja        | Rezultat   | Pozycja    | Rezultat | Pozycja  | Rezultat | Pozycja |
| ------------- | ------------------ | -------------- | -------------- | ---------- | ---------- | -------- | -------- | -------- | ------- |
| Masbah Ahmmed | Bieg na 100 metrów | 11,08          | 19.            | NQ         | NQ         | NQ       | NQ       | NQ       | NQ      |